# Paterson Crescents
Los Paterson Crescents, originalmente conocidos como los Paterson Whirlwinds, fueron un equipo que jugó en la ABL en dos épocas, entre 1928 y 1931, y posteriormente entre 1944 y 1951, con sede en la ciudad de Paterson, Nueva Jersey. 

## Historia
En 1909 se creó un equipo aficionado con el mismo nombre, que compitió en diferentes ligas menores hasta 1921. Fue en 1928 cuando resurgió el equipo, ya profesionalizado, compitiendo en la ABL, en un primer periodo hasta 1931, no consiguiendo clasificarse en ninguna temporada para los playoffs, y posteriormente entre 1944 y 1951, obteniendo su mejor resultado en 1948 cuando fueron derrotados en las finales por los Wilkes-Barre Barons.

## Trayectoria
| Año     | Liga | Temp. Regular                | Playoffs                 |
| ------- | ---- | ---------------------------- | ------------------------ |
| 1928/29 | ABL  | 8º (1ª mitad); 8º (2ª mitad) |                          |
| 1929/30 | ABL  | 6º (1ª mitad); 6º (2ª mitad) |                          |
| 1930/31 | ABL  | 6º (1ª mitad)                |                          |
| 1944/45 | ABL  | 6º                           |                          |
| 1945/46 | ABL  | 6º                           |                          |
| 1946/47 | ABL  | 4º, Norte                    |                          |
| 1947/48 | ABL  | 2º                           | Subcampeón               |
| 1948/49 | ABL  | 4º                           | Eliminado en semifinales |
| 1949/50 | ABL  | 5º                           |                          |
| 1950/51 | ABL  | 3º                           |                          |